# Amoni iodide
Amoni iodide là hợp chất hóa học có công thức hóa học là NH4I. Nó được sử dụng trong hóa chất chụp ảnh và một số loại thuốc. Nó có thể được điều chế bằng tác dụng của axit hydroiodic với amonia. Nó dễ dàng hòa tan trong nước, từ đó nó kết tinh thành khối. Nó cũng hòa tan trong ethanol. Nó dần chuyển sang màu vàng khi đứng trong không khí ẩm, do sự phân hủy với sự giải phóng iod.

## Điều chế

### Với khí amonia
| +{\displaystyle {\ce {->}}} |
| --------------------------- |

### Với dd amoni hydroxide
| +{\displaystyle {\ce {->}}}+ |
| ---------------------------- |

### Điều chế triodoazan amonia
| 2+ 6{\displaystyle {\ce {->}}} 4+ |
| --------------------------------- |